# Tridactylidea
Tridactylidea es un infraorden de insectos caelíferos, que tiene una única superfamilia existente, la de los tridactiloideos.

## Superfamilias y familias
Este infraorden consta de dos superfamilias, una viva y otra extinta. El archivo de especies de ortópteros enumera lo siguiente:
- †Dzhajloutshelloidea Gorochov, 1994
  - †Dzhajloutshellidae Gorochov, 1994
  - †Regiatidae Goróchov, 1995
- Tridactyloidea Brullé, 1835
  - Cylindrachetidae Giglio-Tos, 1914
  - Ripipterygidae Ander, 1939
  - Tridactylidae Brullé, 1835